# メギオン

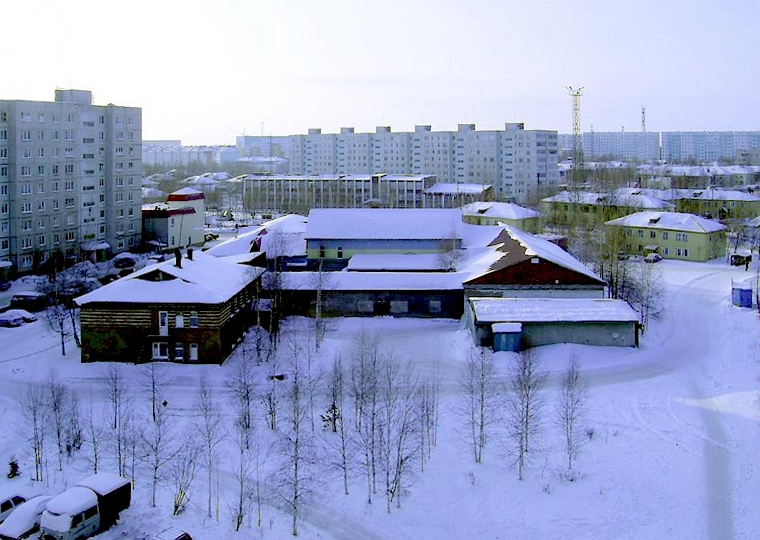
メギオン

メギオン(ロシア語: Мегион) はロシア、ハンティ・マンシ自治管区にある都市。人口は5万2887人（2021年）
石油、天然ガス産業を中心とする町として知られている。

## ギャラリー

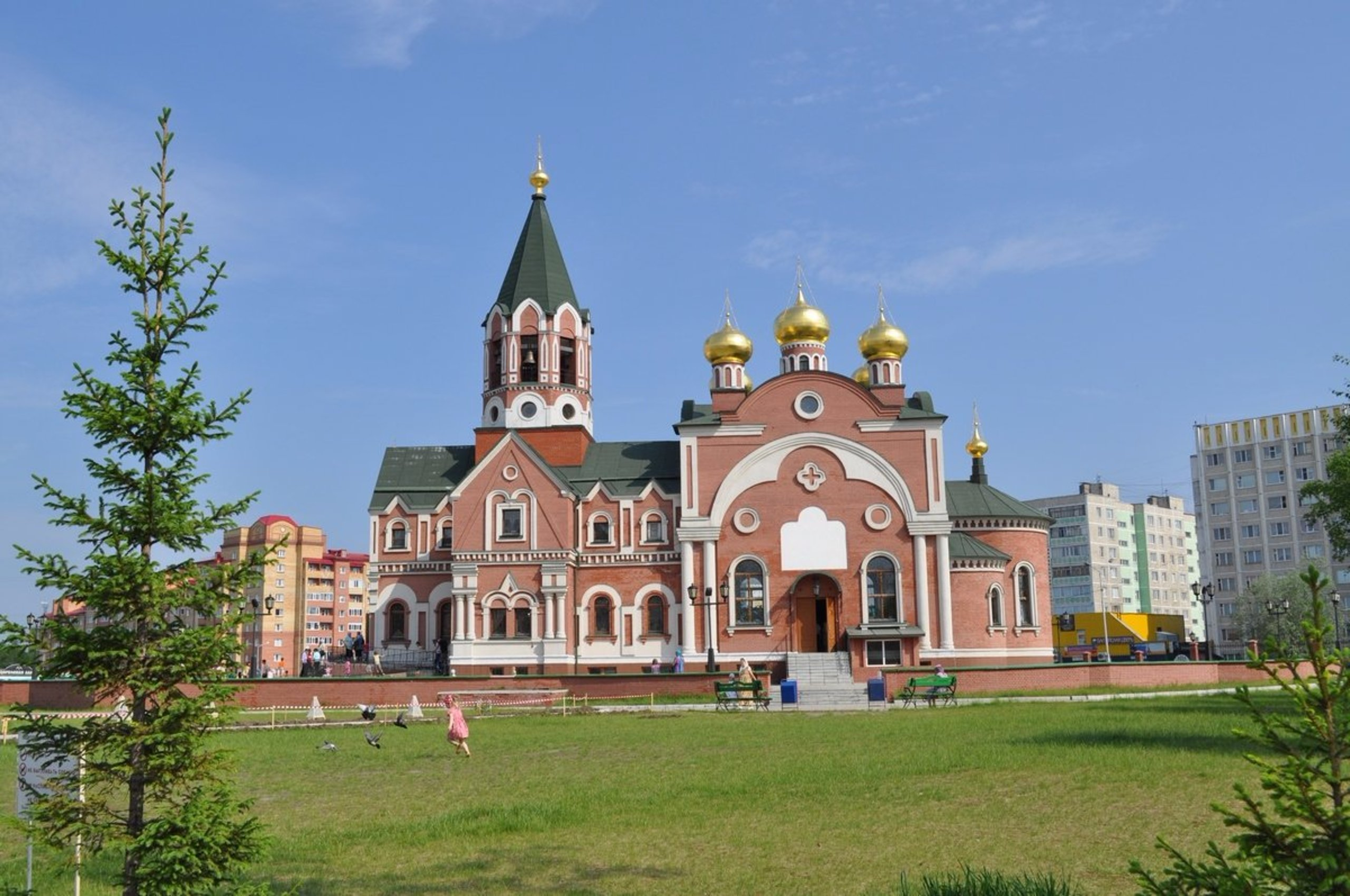
Church of the Intercession of the Blessed Virgin
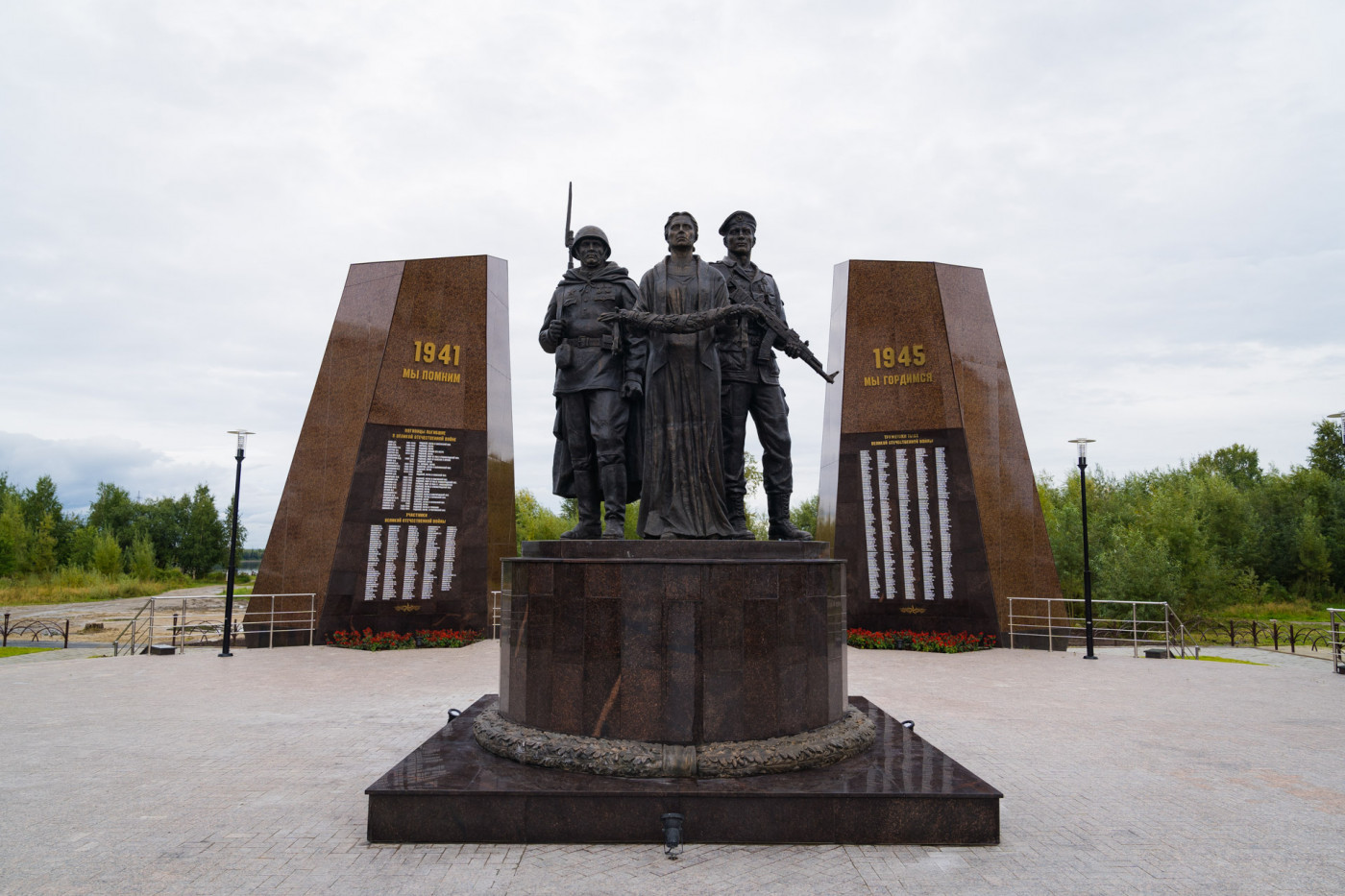
Alley of Honor to heroes of the passed conflicts
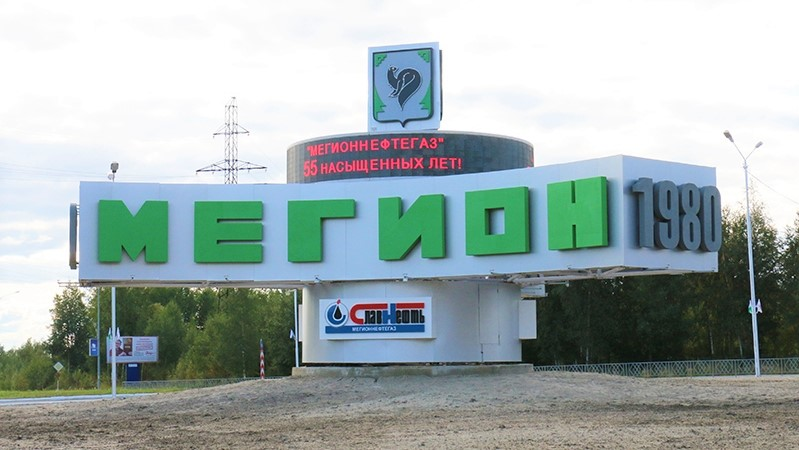
Welcoming sign at the entrance to the town
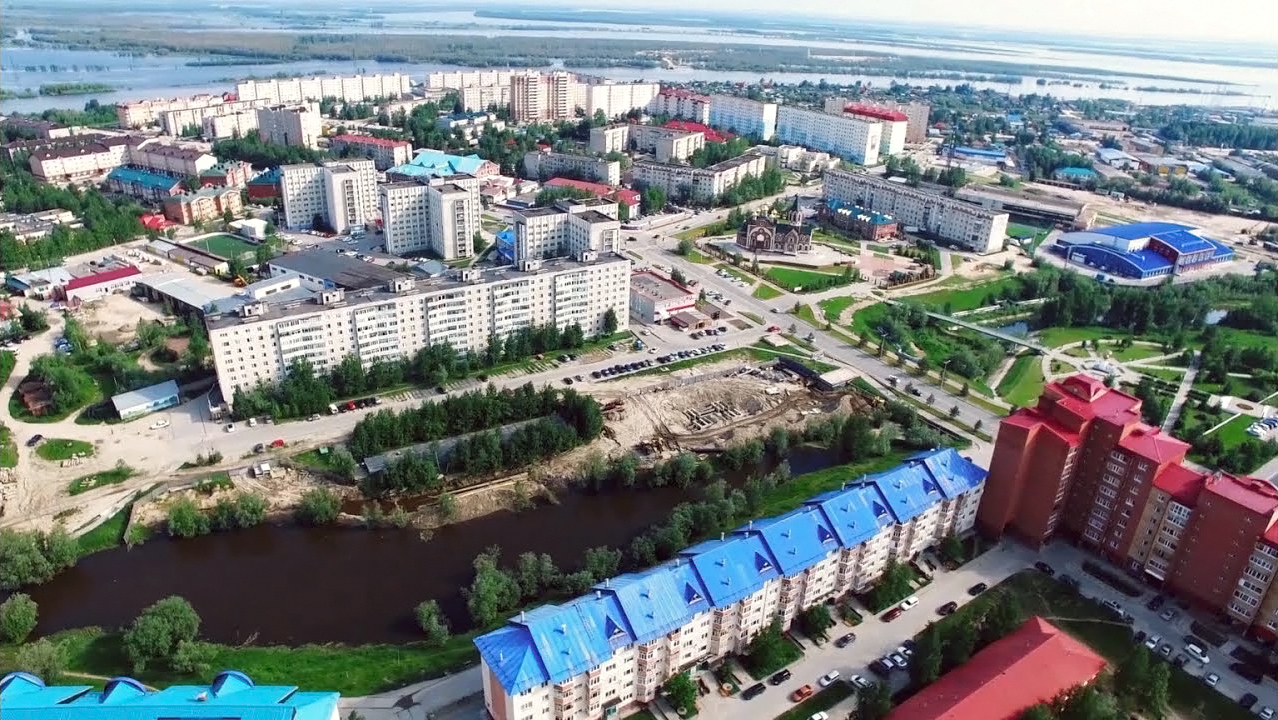
One of the neighbourhoods and Sayma river